# Inés Sainz Gallo
Inés Sainz Gallo (Santiago de Querétaro, México, 20 de septiembre de 1975), conocida simplemente como Inés Sainz es una  presentadora de televisión, periodista y modelo mexicana; reconocida como «La mujer del deporte en México».
En la actualidad es una de las principales presentadoras en Los Protagonistas, fue productora del programa "Impacto Deportivo" (anteriormente conocido como "DxTips") en Televisión Azteca. Inés Sainz logró convertirse en la persona con más entrevistas uno a uno de la élite del deporte mundial en México, entre sus entrevistas se pueden destacar a grandes personalidades del deporte futbolístico como Lionel Messi, Cristiano Ronaldo, Gennaro Gattuso, Kaká y Zinedine Zidane. En el año 2011 fue elegida por la revista Esquire como una de las cinco mujeres más sexys del planeta y en 2013 fue nombrada la Musa de la Copa Confederaciones.
En la copa del mundo Brasil 2014, fue seleccionada como la mejor periodista (en las categorías tanto de hombres como de mujeres), además de haber sido votada como "La musa" de La Copa Mundialista.

## Biografía
Tiene tres hermanos: Alejandro, Rodrigo y Bernardo. Inés y Rodrigo son hermanos mellizos. 
Estudió la secundaria en el Instituto Asunción de Querétaro y la preparatoria en el Instituto Queretano San Javier de la congregación marista, pertenece a la generación 1991-1994. 
Egresada de Leyes por la Universidad del Valle de México en 2023 Querétaro Sainz es cinturón negro en taekwondo y se casó con el productor de televisión queretano Héctor Pérez Rojano, con quien tiene cuatro hijos: María Inés, Eduardo, Héctor y Maya.

## Carrera profesional

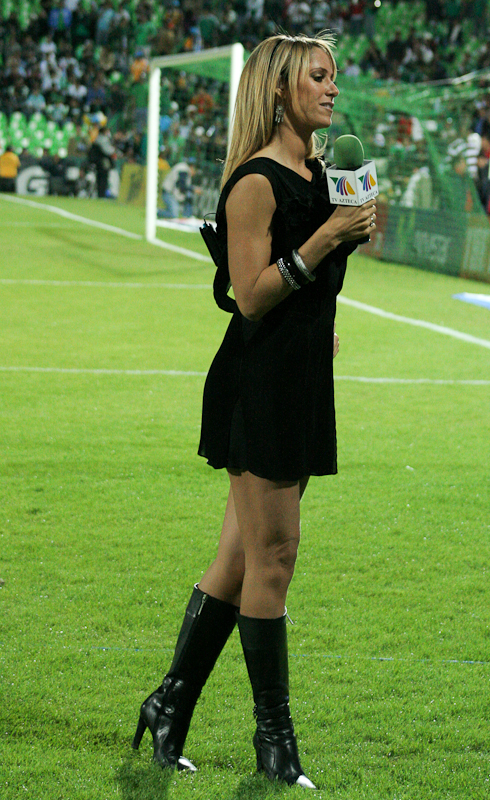
Ines Sainz

Su carrera dentro de los escenarios comenzó en el modelaje; sin embargo, nunca perdió de vista su objetivo que, junto con la pasión que desde niña ha sentido por el deporte, la llevó hasta llegar al lugar donde ahora se encuentra. Inés siempre quiso entrevistar a las grandes figuras del deporte mundial para acercarlas al televidente mexicano y que este pudiera conocer las diferentes historias de éxito, personalidades y filosofías de vida que hay detrás de cada estrella. Fue así como surgió Dxtips, un programa que fue emitido por TV Azteca y donde inició su trabajo como comentarista deportiva y donde también produjo. En Dxtips ha mostrado más de 200 entrevistas de grandes personalidades. Persistente en sus sueños, Inés logró convertirse en la persona con más entrevistas uno a uno de la élite del deporte mundial.
Dentro de las coberturas que ha hecho de eventos internacionales de deportes, se encuentran algunos como: Juegos Olímpicos de Atenas 2004, Super Bowl de 2002 a 2024, Master de Tenis, Champions League, Rally Dakar, Peleas estelares de Top Rank, le han brindado la credibilidad y posición en el deporte que tiene actualmente.
Para el Mundial de Sudáfrica 2010 fue pieza fundamental como colaboradora del equipo de TV Azteca. En las Olimpiadas de Londres 2012 fue titular del programa estelar de TV Azteca Camino a la gloria.
Inés Sainz es directora general y socia de uno de los portales deportivos más importantes de México: Central Deportiva, en donde se han llevado coberturas de eventos nacionales e internacionales como Superbowl, Juegos Olímpicos y Mundiales.
El 13 de septiembre de 2010 se vio envuelta en una polémica con el equipo de la Liga Nacional de Fútbol Americano (NFL) New York Jets. Mientras esperaba en el vestuario al quarterback de los Jets, el mexicano-estadounidense Mark Sanchez. Los Jets y la National Football League abrieron una investigación contra los entrenadores Rex Ryan y Dennis Thurman y varios jugadores. La NFL emitió una disculpa oficial sobre lo sucedido, y el presidente de los Jets se disculpó con ella en persona.
A un mes de sucedido este incidente recibió una oferta por parte de la edición Norteamericana de la revista Playboy, propiedad del magnate Hugh Hefner, para posar desnuda, oferta que amablemente rechazó por considerar que sus valores morales y profesionales no van acordes con esta petición.
En 2013 fue jurado del LIV Festival Internacional de la Canción de Viña del Mar en Chile. Posteriormente, fue nombrada la Musa de la Copa Confederaciones.
Durante 2016 inicia el programa Impacto Deportivo, producción similar a Dxtips.
En 2017 participó como host de México en Ultimate Beastmaster compartiendo créditos con Luis Ernesto Franco.
En 2019 se convirtió en conductora oficial del programa WPT México y participó como jueza en Mexicana Universal segunda edición.

### Controversia
Sainz criticó en un video público al entonces candidato a presidente de México Andrés Manuel López Obrador en los ámbitos políticos del 2018, siendo esta duramente criticada hasta ser rechazada por seguidores mexicanos a través de redes sociales.